# Un livre qui bouge
 (juillet 2014).
 (novembre 2018).
Si vous disposez d'ouvrages ou d'articles de référence ou si vous connaissez des sites web de qualité traitant du thème abordé ici, merci de compléter l'article en donnant les références utiles à sa vérifiabilité et en les liant à la section « Notes et références ».
Un livre qui bouge était dans les années 1980 une collection de livres éducatifs pour enfants de l'éditeur Fernand Nathan (devenu Nathan depuis 2000). Cette collection met en scène deux personnages, Bizouquet et Ratounet. Bizouquet a l'apparence d'un clown et Ratounet celle d'un raton-laveur. Chaque double-page possède un mécanisme réalisé entièrement en papier qui bouge les personnages ou les objets. Les textes sont de Peter Seymour, les dessins de Chuck Murphy et les mécanismes de Tor Lokvig.

## Albums
- Jouons avec des animaux
- Jouons avec des bruits
- Jouons avec des mots
- Jouons avec des nombres
- Jouons avec des couleurs
- Jouons avec des formes
- Jouons avec le calendrier
- Jouons avec les heures
- Jouons à faire attention (1981)
- Jouons à bien manger
- Jouons avec tout ce qui vole (1986)
- Jouons au zoo